# Sása (powiat Revúca)
Sása – wieś (obec) na Słowacji położona w kraju bańskobystrzyckim, w powiecie Revúca. Pierwsze wzmianki o miejscowości pochodzą z roku 1332.
Według danych z dnia 31 grudnia 2012, wieś zamieszkiwało 185 osób, w tym 90 kobiet i 95 mężczyzn.
W 2001 roku rozkład populacji względem narodowości i przynależności etnicznej wyglądał następująco:
- Słowacy – 91,41%
- Czesi – 0,78%
- Romowie – 7,03%
- Węgrzy – 0,78%

Ze względu na wyznawaną religię struktura mieszkańców kształtowała się w 2001 roku następująco:
- Katolicy rzymscy – 41,41%
- Grekokatolicy – 1,56%
- Ewangelicy – 42,97%
- Ateiści – 10,16%
- Nie podano – 3,13%